# Zygzakowiec kokornakowiec
Zygzakowiec kokornakowiec (Zerynthia polyxena) – gatunek motyla dziennego z rodziny paziowatych (Papilionidae). Zamieszkuje południową Europę, rozmieszczony wyspowo w odpowiadających mu biotopach.

## Morfologia
Dorosły osobnik osiąga 60–80 mm rozpiętości skrzydeł. Samice mają zwykle dłuższe skrzydła i jaśniejsze ubarwienie. Dominującym kolorem skrzydeł jest żółty, z czarnymi pasmami i czerwonymi punktami (te jednak u niektórych osobników nie występują). Charakterystyczny dla tego gatunku jest deseń na brzegu skrzydeł, który ma za zadanie ostrzegać potencjalne drapieżniki. Ciało jest ciemnobrązowe z czerwonymi plamkami na bokach.
Gąsienice osiągają długość do 35 mm. Początkowo są czarne, później stają się żółtawe, z sześcioma rzędami czerwonych i czarnych wyrostków na całym ciele. Potrafią pobierać trujące substancje od roślin żywicielskich, które są obecne również u postaci dorosłych.

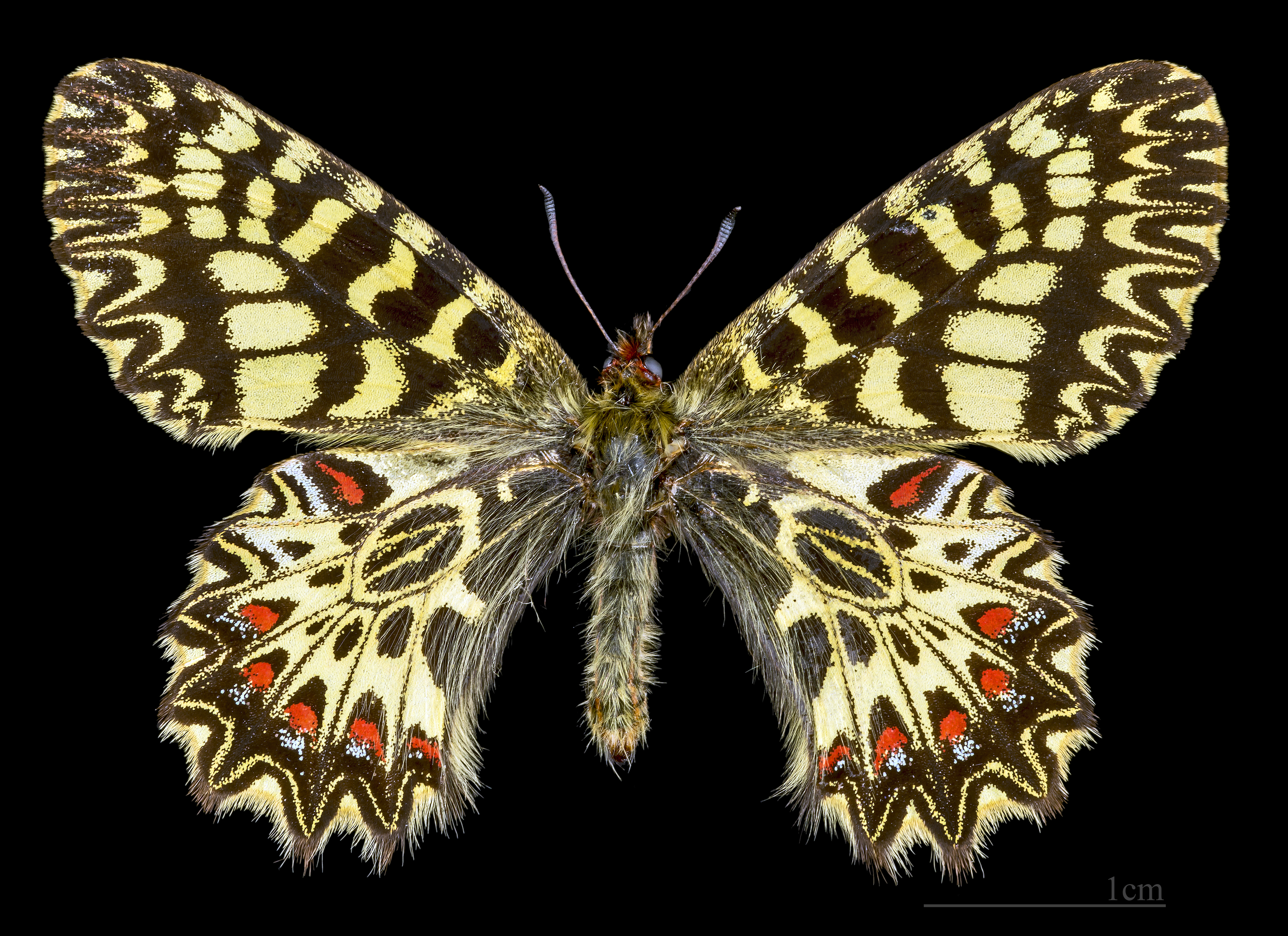
♂
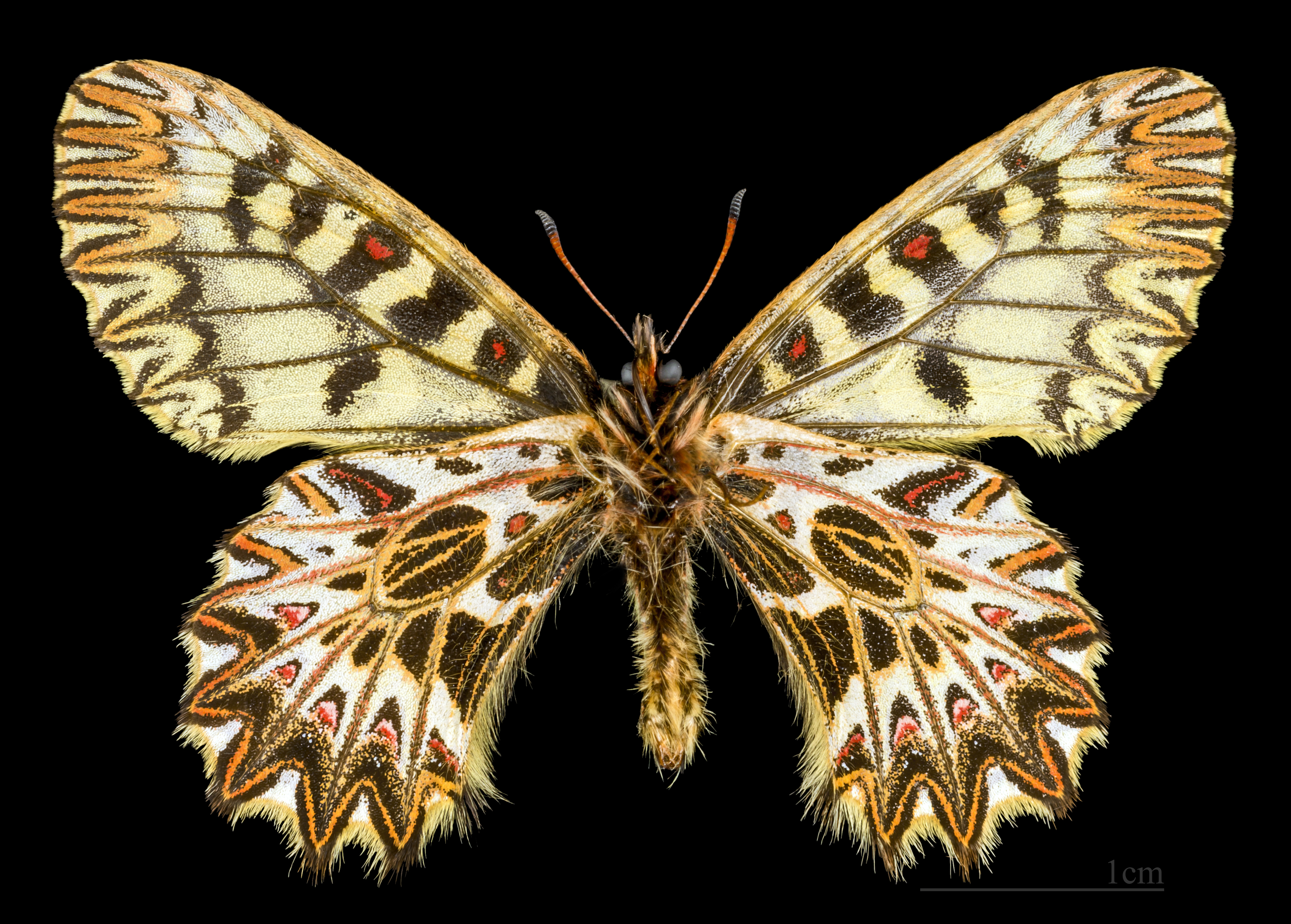
♂ △

## Tryb życia
Dorosłe osobniki są aktywne nie dłużej niż 3 tygodnie. Samica składa jaja pojedynczo, bądź w małych grupach na spodniej stronie roślin żywicielskich. Jaja są okrągłe o białym kolorze, przechodzącym w niebieskawy tuż przed wykluciem. Gąsienice odżywiają się w pierwszej kolejności kwiatami i młodymi pędami, a po drugiej wylince ich głównym pokarmem stają się liście. Poczwarki zimują, a na wiosnę wylęgają się osobniki dorosłe.

## Środowisko
Ciepłe i suche zbocza porośnięte roślinnością kserotermiczną. Ściśle związany z roślinami żywicielskimi z rodziny kokornakowatych. Występuje na wysokościach do 1700 m n.p.m., zwykle jednak poniżej 900 m n.p.m.

## Występowanie
Gatunek  występuje na Bałkanach, Półwyspie Apenińskim, w południowej Rosji i europejskiej części Turcji. Izolowane populacje żyją na Morawach i południowych dolinach Alp.
W Polsce obecnie nie występuje. Jedyne pewne doniesienie pochodzi z okolic Wapienicy koło Bielska-Białej z roku 1914. Badacz Zdzisław Stuglik w 1939 pisał: Podany ze Śląska Cieszyńskiego już w 1892. Pojaw jego w okolicach Starego Bielska potwierdził L. Springer w ostatnich latach przed (I) wojną światową. Również K. Geyer z Bielska łowił go w Wapienicy.

## Symboliczna reintrodukcja w Polsce
W latach 2012–2017 zamieszkały w Jaworzu koło Wapienicy historyk i entomolog hobbysta Jacek Proszyk obsadził okolicę kokornakiem – rośliną żywicielską motyla. Następnie zaczął ponowną hodowlę motyla i wypuszczał co roku część osobników na wolność. Reintrodukcja trwała 5 lat i była symboliczna. Miała za cel przypomnienie mieszkańcom Bielska-Białej i okolic o tym pięknym motylu. W 2016 polska artystka Natalia Rak, znana z realizacji na całym świecie, stworzyła mural na ścianie szczytowej kamienicy w Bielsku-Białej przy ul. Cieszyńskiej 36, który nosi tytuł Noc Świętojańska. Mural przedstawia kobietę w profilu na tle jeziora, w wianku uplecionym z wielu polskich kwiatów. Na muralu został upamiętniony także motyl zygzakowiec kokornakowiec z reintrodukowanej hodowli.

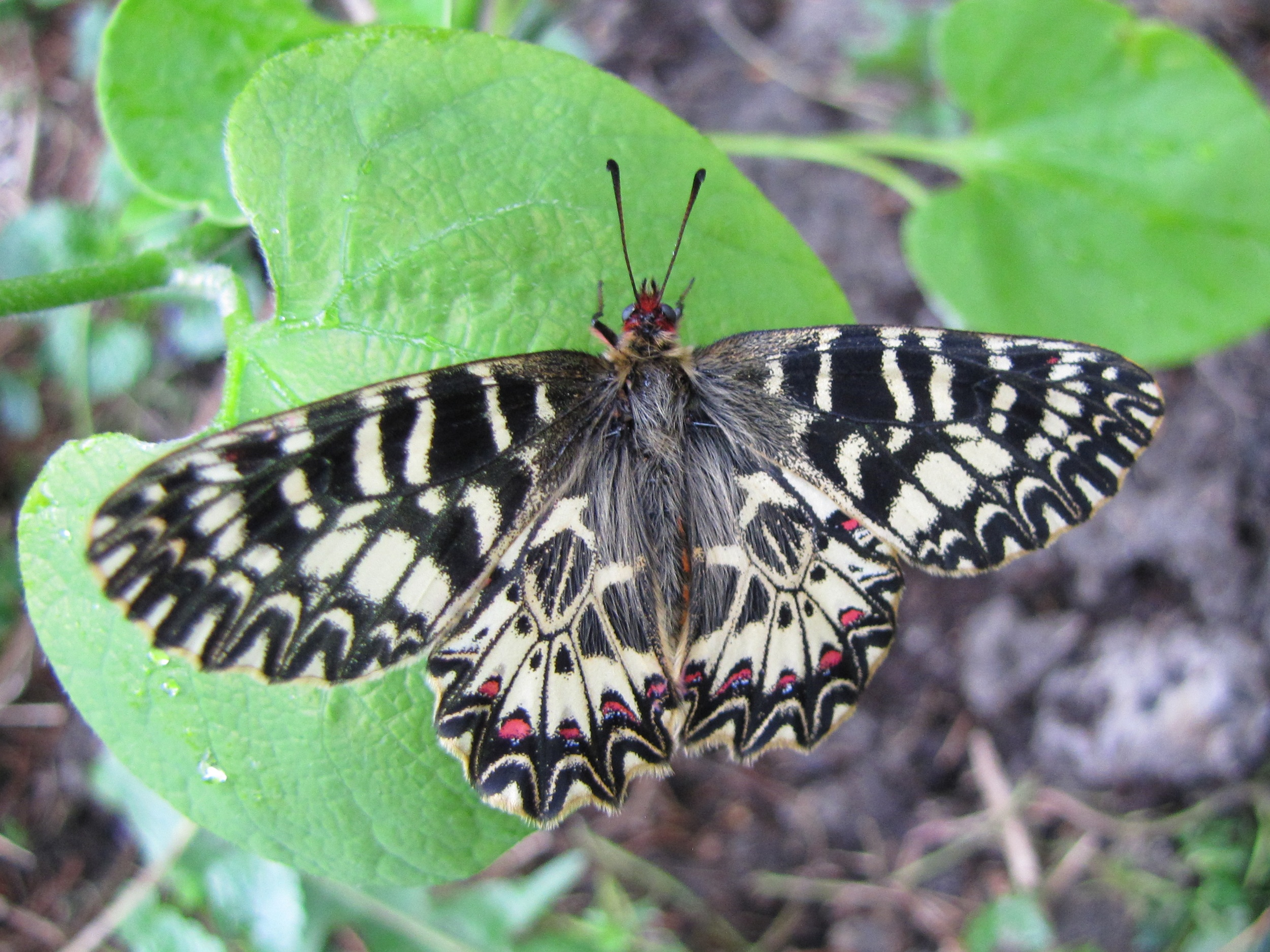
Zygzakowiec kokornakowiec, Wapienica, 2014
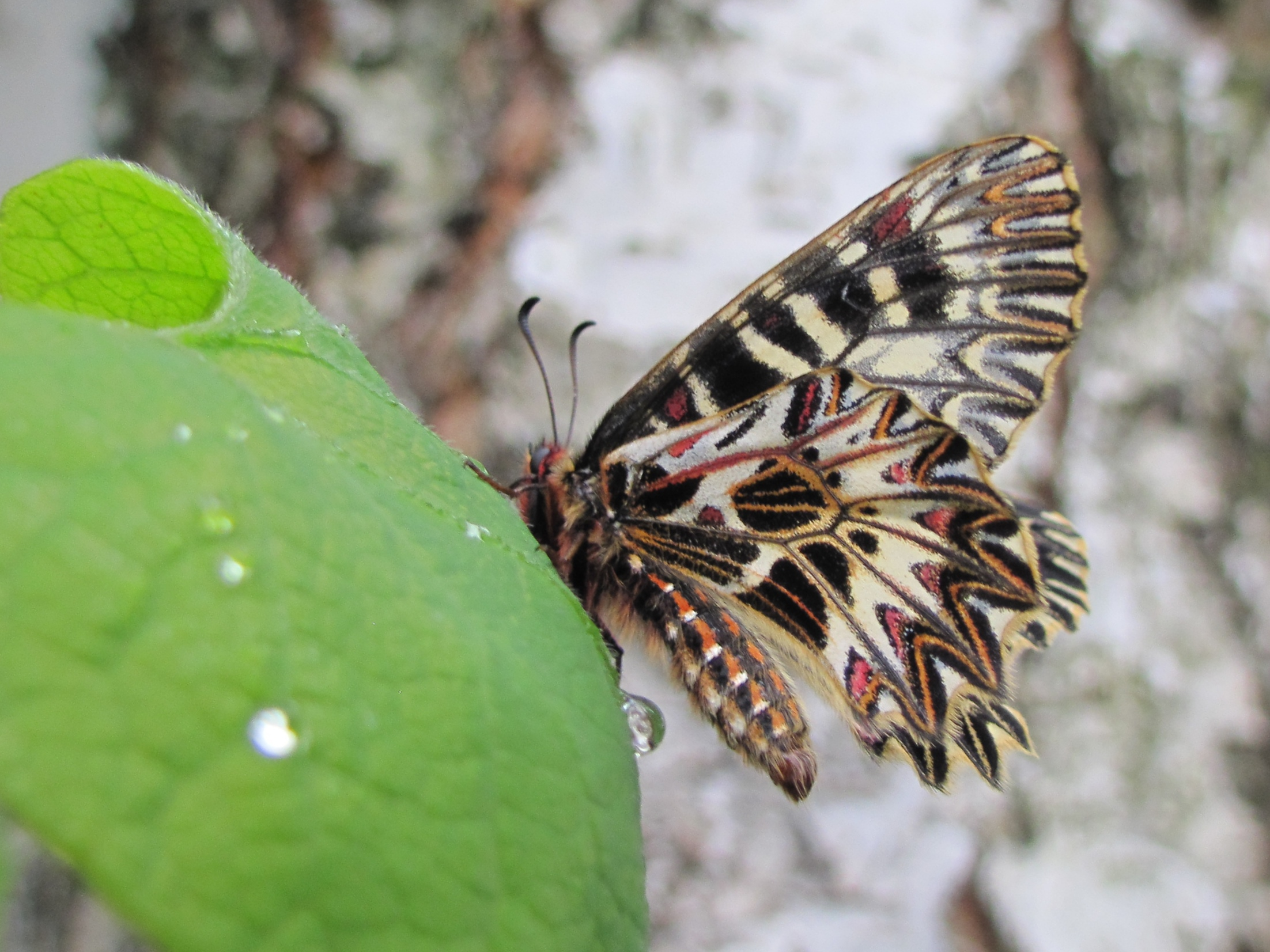
Zygzakowiec kokornakowiec, Wapienica, 2014
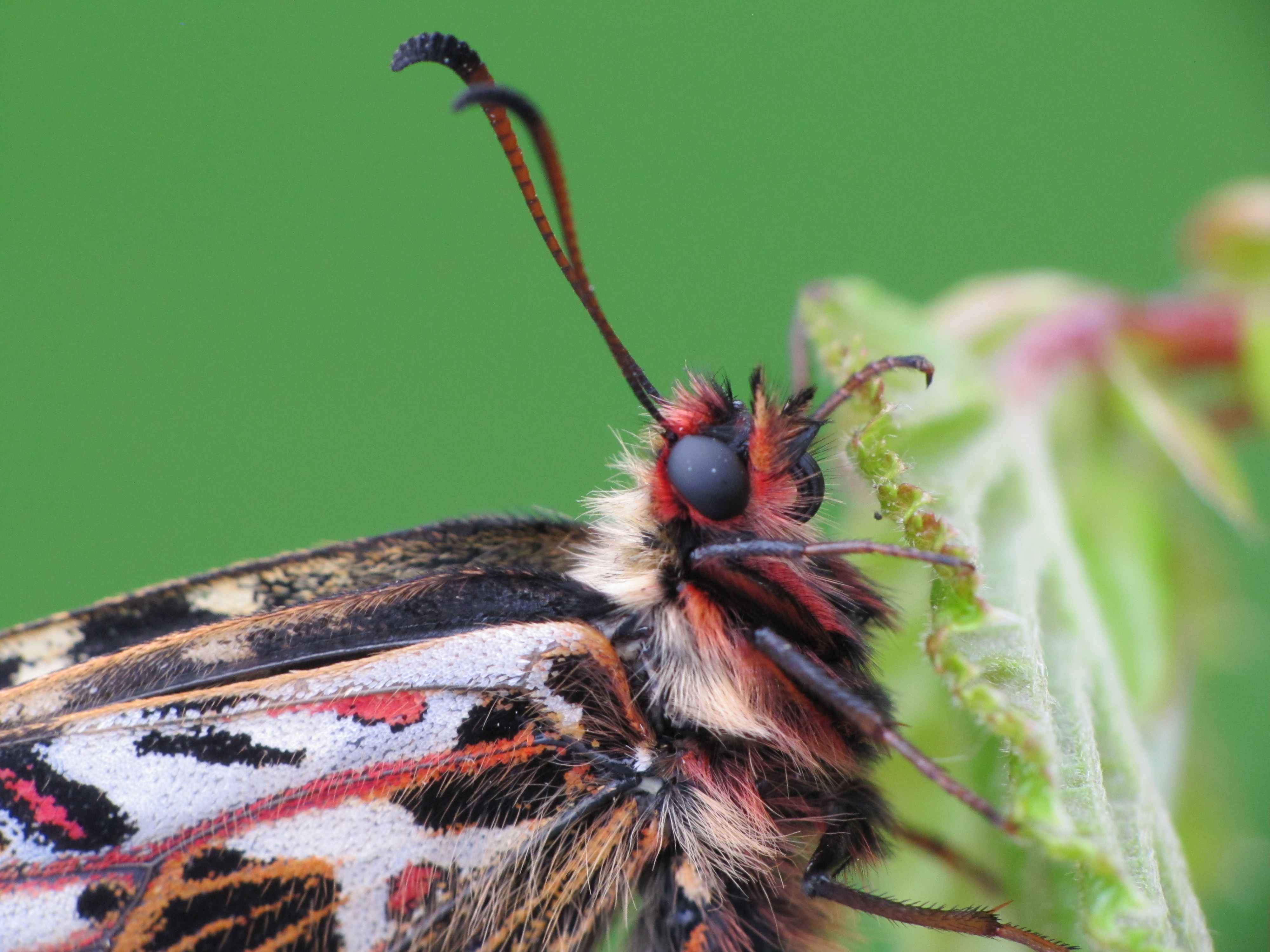
Zygzakowiec kokornakowiec, Wapienica, 2014
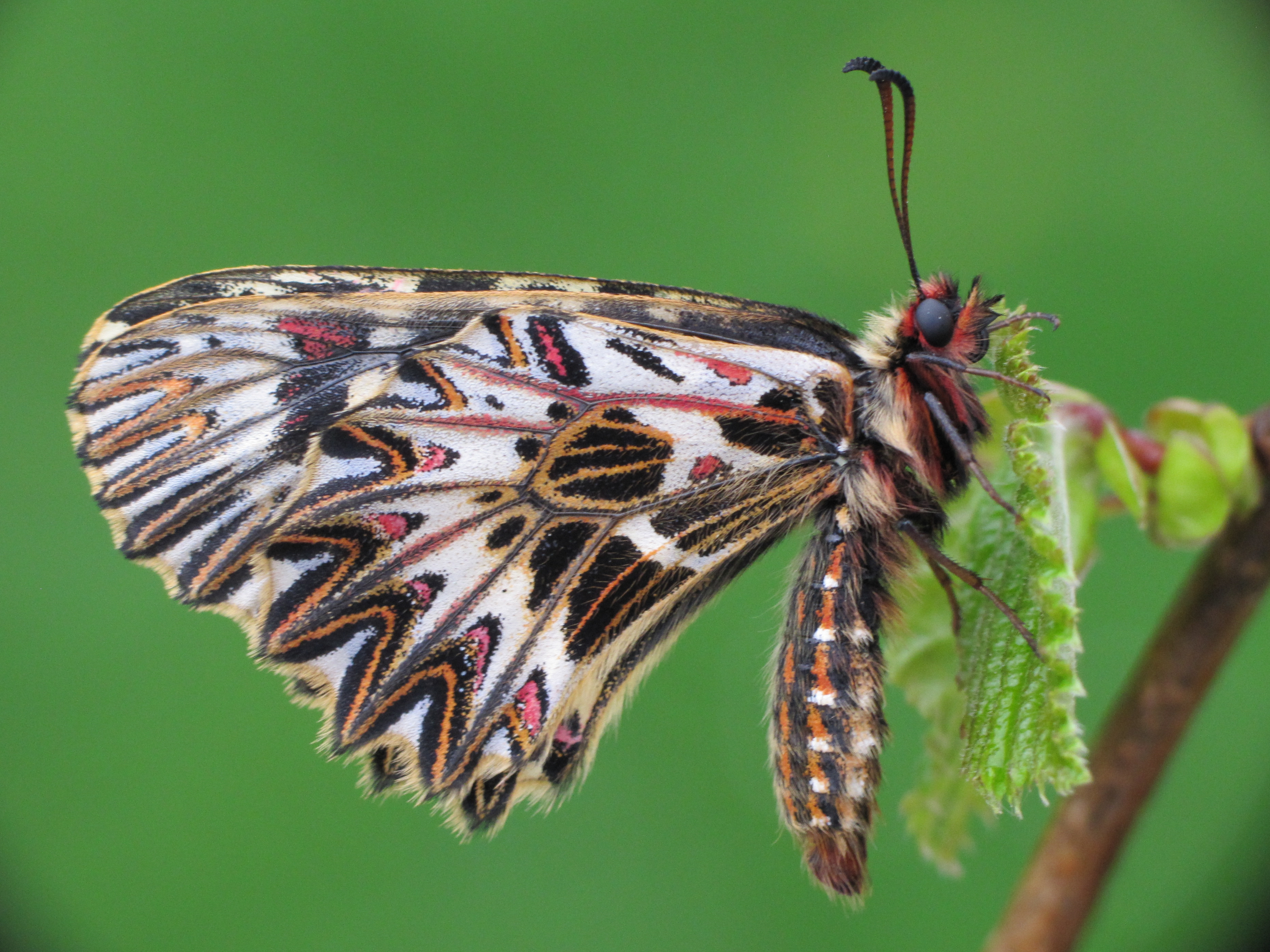
Zygzakowiec kokornakowiec, Wapienica, 2014
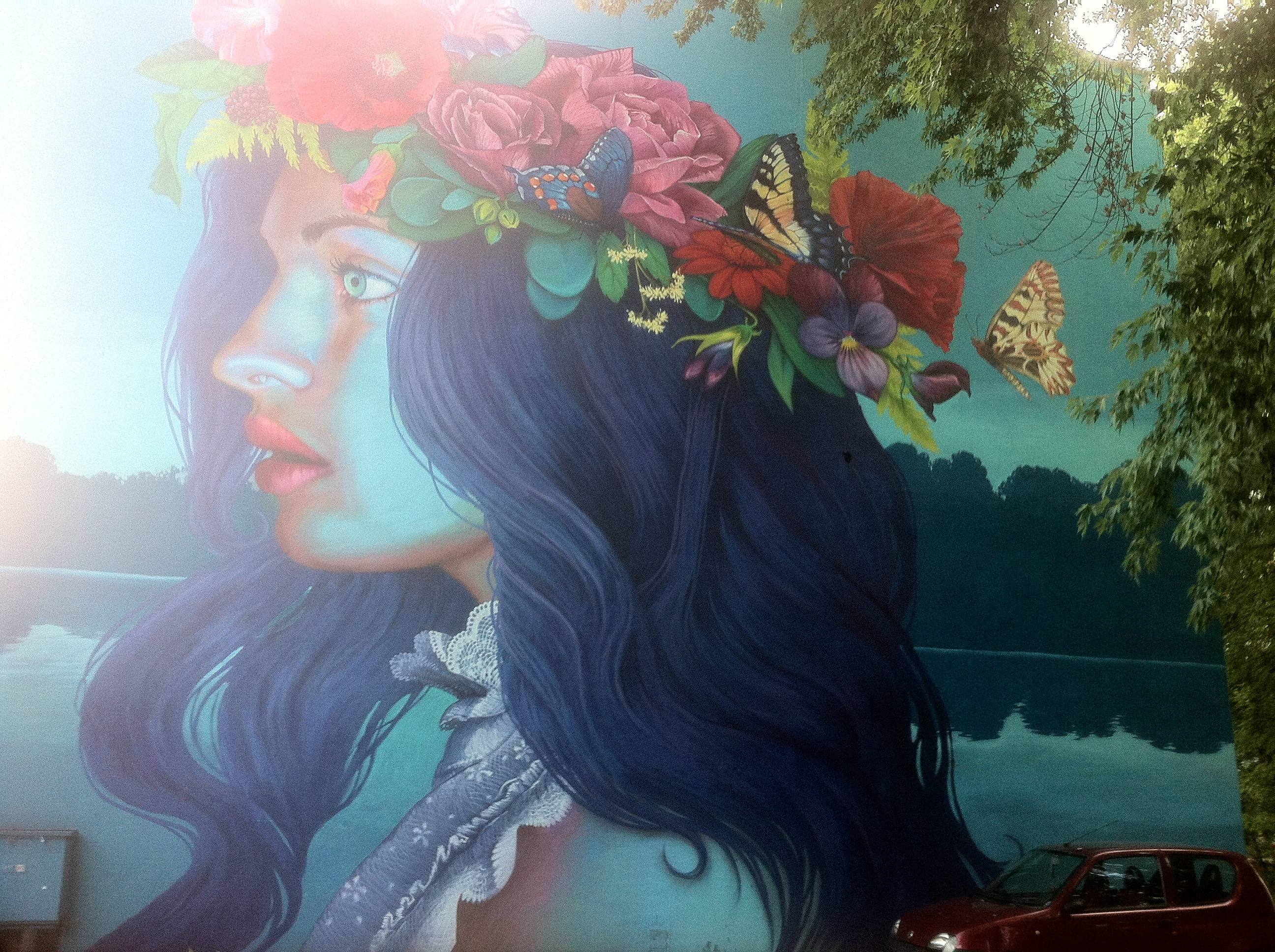
Mural Natalii Rak w Bielsku-Białej, 2016